# El Mariachi
Pour les articles homonymes, voir mariachi.
Série El Mariachi
Desperado
(1995)
Pour plus de détails, voir Fiche technique et Distribution.
El Mariachi est un film mexicano-américain écrit et réalisé par Robert Rodriguez, sorti en 1992. 
Premier long métrage de Robert Rodriguez, El Mariachi lui a permis de se dévoiler au grand public. Il réalisera plus tard deux autres suites, Desperado (1995) et Il était une fois au Mexique... Desperado 2 (2003), avec, cette fois-ci, Antonio Banderas dans le rôle-titre. Ces trois films forment la trilogie El Mariachi. Une série télévisée est également diffusée en 2014, avec Iván Arana (en) dans le rôle principal.

## Synopsis
Deux étrangers débarquent dans une ville perdue du Mexique, parmi eux : un mariachi, qui va de bar en bar dans l'espoir de vendre ses services, le second (Azul) est là pour récupérer la part du butin que son ancien associé Moco lui doit. Cependant, les deux hommes partagent des points communs : ils sont vêtus de noir et transportent chacun un étui à guitare. Celui du mariachi contient évidemment une guitare, mais celui d'Azul est truffé d'armes. Les hommes de main de Moco confondent les deux hommes et c'est le début des ennuis pour le mariachi.

## Fiche technique
- Titre original et français : El Mariachi
- Réalisation et scénario : Robert Rodriguez
- Musique : Eric Guthrie, Chris Knudson, Cecilio Rodríguez, Álvaro Rodríguez et Mark Trujillo
- Direction artistique : Mario Gonzales
- Photographie : Robert Rodriguez
- Son : Robert Rodriguez et Carlos Gallardo
- Montage : Robert Rodriguez
- Production : Robert Rodriguez et Carlos Gallardo

Productrices déléguées : Elizabeth Avellán et Carmen M. De Gallardo
- Sociétés de distribution[2] : Los Hooligans Productions avec la participation de Columbia Pictures
- Sociétés de distribution[2] : Columbia Pictures (États-Unis), Les Films Number One (France)
- Budget : 7 000 dollars[3]
- Pays d'origine :  Mexique,  États-Unis
- Langue originale : espagnol
- Format[4] : couleur (Technicolor) - 16 mm - 1,85:1 (Panavision) - son Dolby stéréo
- Genre : Action et thriller
- Durée : 81 minutes
- Dates de sortie[5] :
  - Mexique : 1992
  - États-Unis : 4 septembre 1992 (Festival de Telluride) ; janvier 1993 (Festival de Sundance) ; 26 février 1993 (sortie nationale)
  - Canada : 15 septembre 1992 (Festival de Toronto)
  - France : 29 septembre 1993
- Classification[6] :
  - États-Unis : R – Restricted (les enfants de moins de 17 ans doivent être accompagnés d'un adulte)
  - France : tous publics avec avertissement[7]

## Distribution
- Carlos Gallardo (en) : El Mariachi
- Consuelo Gómez : Dominó
- Jaime de Hoyos : Bigotón
- Peter Marquardt (en) : Mauricio, dit Moco
- Reinol Martínez : Azul
- Ramiro Gómez : le barman

## Production

### Genèse du projet
Après son court métrage Bedhead, plébiscité dans plusieurs festivals, Robert Rodriguez veut réaliser un long métrage à petit budget notamment pour « se faire la main ». Le projet est cependant très dur à monter pour Robert Rodriguez. Il réussit à dégotter un budget de 7 000 dollars, en étant notamment « cobaye » d'un laboratoire pharmaceutique,. Cette somme permet principalement l'achat de pellicules.

### Attribution des rôles
Le rôle principal est tenu par le producteur et ami de Robert Rodríguez, Carlos Gallardo (en). Pour le reste de la distribution, le réalisateur fait appel à des amateurs sur le lieu même du tournage. Ainsi, il confie des rôles aux journalistes locaux qui suivent le tournage dans leur ville. Pour jouer les gangsters du film, Robert Rodríguez a des difficultés pour trouver des adultes. Ainsi, de nombreux « méchants » sont joués par des adolescents.

### Tournage
Le tournage a lieu de juillet à août 1991 au Mexique, principalement dans la ville de Ciudad Acuña, dans l'État de Coahuila.
Robert Rodríguez a recours à de nombreuses astuces pour « masquer » la faiblesse du budget de son film. Des subterfuges permettent ainsi d'imiter les mouvements d'une dolly, pour faire croire que plusieurs caméras ont été utilisées. Par ailleurs, la plupart des armes utilisées dans le film sont des pistolets à eau. Autant que possible, Robert Rodriguez ne tourne qu'une seule prise.

### Musique
La bande originale du film a été composée par des proches du réalisateur, notamment par son père Cecilio et son cousin Álvaro.

## Accueil

### Critique
Malgré son petit budget, le film fait le tour de nombreux festivals comme le Festival international du film de Toronto[réf. souhaitée], le Festival du film de Sundance ou la Berlinale 1993[réf. souhaitée]. Les critiques sont assez bonnes et le film est remarqué par les grands studios hollywoodiens.
Sur l'agrégateur américain Rotten Tomatoes, le film recueille 93% d'opinions favorables, avec une moyenne de 7,01⁄10 sur la base de 27 critiques positives et 2 négatives.

### Box-office
| Pays ou région            | Box-office                    | Date d'arrêt du box-office | Nombre de semaines |
| ------------------------- | ----------------------------- | -------------------------- | ------------------ |
| États-Unis (1er week-end) | 312 528 $                     | du 26 au 28 février 1993   | -                  |
| États-Unis                | 2 040 920 $                   | 21 mars 1993               | 4                  |
| France Paris              | 58 586 entrées 34 111 entrées | -                          | -                  |

## Succès et suites
El Mariachi permet à Robert Rodriguez de faire ses preuves en tant que cinéaste. À la suite du succès de cette production, un budget bien plus important a été mis à sa disposition, afin de réaliser un second volet intitulé : Desperado (1995).
Carlos Gallardo, qui interprète ici le mariachi, apparaitra dans ce qui sera la suite directe du film, Desperado, qui n'est pas un remake. Seule la scène de fin, qui apparait dans un flashback où le héros se remémore le décès de l’héroïne du premier film, a été retournée à l'identique afin d'aller dans la continuité. Il y tiendra le rôle de Campa, l'un des deux amis du mariachi, interprété cette fois par Antonio Banderas. Desperado reprend beaucoup d’éléments d'El Mariachi, notamment la scène finale, rejouée avec Antonio Banderas. Consuelo Gómez (Domino), Peter Marquardt (Mauricio) et Jaime de Hoyos (Bigotón, le bras droit du boss) reprendront leurs mêmes rôles.
En 2003, Robert Rodriguez réalise un 3e volet des aventures du Mariachi avec Il était une fois au Mexique... Desperado 2, à nouveau avec Antonio Banderas. Dans ce volet Carlos Gallardo apparait une nouvelle fois, dans un rêve que fait le héros, il est également un des producteurs de ce troisième volet.
Une série télévisée en espagnol est également diffusée en 2014 avec Iván Arana (en) dans le rôle principal sur le réseau AXN. Elle connait 70 épisodes.

## Distinctions
Entre 1993 et 2015, El Mariachi a été sélectionné 11 fois dans diverses catégories et a remporté 7 récompenses,.

### Récompenses
- Festival du cinéma américain de Deauville 1993 : Prix du Public de la Ville de Deauville décerné à Robert Rodriguez.
- Festival du film de Sundance 1993 : Prix du public - Film dramatique.
- National Board of Review 1993 : NBR Award des meilleurs films étrangers.
- Film Independent's Spirit Awards 1994 : Independent Spirit Award du meilleur premier long métrage décerné à Robert Rodriguez et Carlos Gallardo.
- Prix ACE 1994 : meilleur premier film cinématographique décerné à Robert Rodriguez.
- National Film Registry 2011 : prix de l'année.
- Guinness World Record Award 2015 : prix décerné à Robert Rodriguez (Un film au budget le plus bas pour gagner 1 million de dollars au box-office américain).

### Nominations
- Festival du cinéma américain de Deauville 1993 : Prix de la critique internationale pour Robert Rodriguez.
- Festival du film de Sundance 1993 : Grand prix du Jury - Film dramatique.
- Academy of Science Fiction, Fantasy and Horror Films / Saturn Awards 1994 : meilleure sortie vidéo de genre.
- Film Independent's Spirit Awards 1994 : meilleur réalisateur pour Robert Rodriguez.